# KEK Vaux

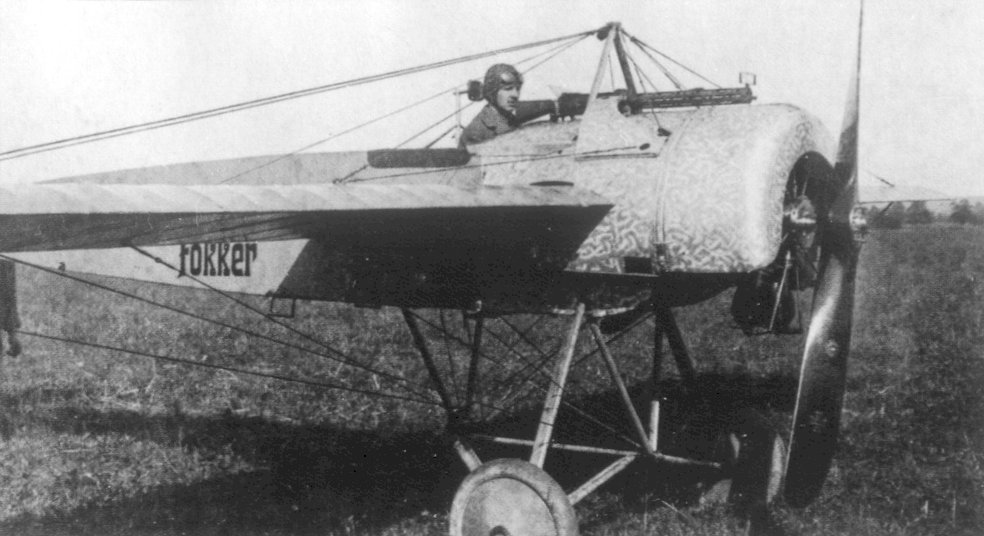
Fokker E.II – samolot będący na wyposażeniu KEK Vaux w 1915 roku

Kampfeinsitzerkommando Vaux – KEK Vaux – jednostka lotnictwa niemieckiego Luftstreitkräfte z okresu I wojny światowej.

## Informacje ogólne
Jednostka została utworzona w bazie Feldflieger Abteilung 23 w Vaux, w końcu 1915 roku w jednym z pierwszych etapów reorganizacji lotnictwa. Składała się z kilku jednomiejscowych uzbrojonych samolotów Halberstadt D.II przydzielonych bezpośrednio do dowództwa 2 Armii. W końcu września 1916 roku w kolejnym etapie reorganizacji lotnictwa niemieckiego na bazie tej jednostki utworzono eskadrę myśliwską Jasta 4.
W KEK Vaux służyli piloci, którzy później zostali asami myśliwskimi: Rudolph Berthold, Wilhelm Frankl, Ernst Freiherr von Althaus, Kurt Wintgens, Walter Höhndorf oraz Fritz Otto Bernert.
Głównymi samolotami używanymi przez pilotów KEK Vaux były: Halberstadt D.II, Fokker E.II, Fokker E.IV.

## Dowódcy Eskadry
| Stopień   | Nazwisko         | Okres             |
| --------- | ---------------- | ----------------- |
| Porucznik | Rudolph Berthold | 1915 – 10.08.1916 |